# احتكار القلة

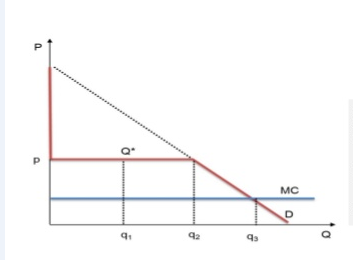

احتكار القلّة أو احتكار الأقلية (باللاتينية:  oligopolium) (مشتقة من الجذر اليوناني الذي يعني باعة قليلون) هو أحد اشكال احتكار السوق، وهو حالة يكون السوق محكوما من قبل عدد قليل من الموفرين للبضاعة. بسبب وجود عدد قليل من المشاركين في مثل هذا الشكل من السوق، فإن كل محتكر قلّة يكون واعيا ومتيقظا لتحركات المنافسين. والأسواق الخاضعة لهذا الشكل من الاحتكار تتميز بالتأثر المتبادل. أي قرار يتخذه أحد اطراف الاحتكار يؤثر على البقية والعكس صحيح. التخطيط بعيد المدى (الإستراتيجي) لمحتكري القلّة يأخذ دوما بعين الاعتبار ردود فعل المشاركين الآخرين في السوق.

## اقرأ أيضاً
- تحديد الأسعار
- احتكار السوق
- منافسة احتكارية